# O-Phosphoséryl-ARNtSec kinase
La O-phosphoséryl-ARNtSec kinase (PSTK) est une transférase qui catalyse la réaction :
ATP + L-séryl-ARNtSec  {\displaystyle \rightleftharpoons }  ADP + O-phospho-L-séryl-ARNtSec.
Cette enzyme intervient chez les archées et les eucaryotes dans la formation du sélénocystéinyl-ARNtSec. Chez ces organismes, ce processus se déroule en deux étapes,, : la PSTK catalyse tout d'abord la phosphorylation d'un L-séryl-ARNtSec en O-phosphoL-séryl-ARNtSec, lequel est ensuite converti en L-sélénocystéinyl-ARNtSec par la O-phosphoséryl-ARNt:sélénocystéinyl-ARNt synthase.